# Telaprevir
Telaprevir o VX-950 è un farmaco antivirale ad azione diretta (DAA) ed è un inibitore potente e selettivo della proteasi non strutturale 3/4A del virus HCV, approvato per l'impiego in associazione con la terapia standard (peginterferone-alfa e ribavirina) per il trattamento dei pazienti adulti affetti da epatite C cronica di genotipo 1,che rappresenta il 60% delle infezioni globali. Il farmaco è commercializzato con marchio Incivek (in Italia "Incivo", disponibile dall'aprile 2013), è co-sviluppato dalla Vertex e dalla Johnson & Johnson.
Tre importanti studi clinici di fase 3 hanno dimostrato che un regime a base di telaprevir su 2.290 pazienti è più efficace rispetto al solo trattamento standard, anche se sono possibili comparse di più effetti collaterali (in particolare la comparsa di eruzioni cutanee anche gravi e di un fastidio ano-rettale) nella maggior parte dei casi gestibili con un attento monitoraggio del paziente e opportuni aggiustamenti di dose della ribavirina.